# Fool's Paradise (album)
| Recensione | Giudizio |
| ---------- | -------- |
| AllMusic   |          |

Fool's Paradise è un album pubblicato nel 2006 dal progetto rockabilly The Head Cat, formato da Lemmy Kilmister (Motörhead), Danny B. Harvey (Lonesome Spurs) e Slim Jim Phantom (Stray Cats) per l'etichetta Cleopatra Records.

Il disco, contiene tutte le tracce già del precedente disco (Lemmy, Slim Jim & Danny B), eccetto tre canzoni, Stuck On You, True Love Ways e Heartbreak Hotel ma è considerato l'album ufficiale e di debutto dei Head Cat.

## Tracce
1. Fool's Paradise
2. Tell Me How 	Listen
3. You Got Me Dizzy
4. Not Fade Away
5. Cut Across Shorty
6. Lawdy Miss Clawdy
7. Take Your Time
8. Well... All Right
9. Trying to Get to You
10. Learning the Game
11. Peggy Sue Got Married
12. Crying, Waiting, Hoping
13. Love's Made a Fool of You
14. Big River
15. Matchbox

## Formazione
- Lemmy Kilmister - voce, chitarra acustica, armonica a bocca
- Danny B. Harvey - basso, chitarra elettrica, tastiere
- Slim Jim Phantom - batteria, percussioni